# Osteochilus salsburyi
 Osteochilus salsburyi és una espècie de peix cipriniforme de la família dels ciprínids.

## Morfologia
Els mascles poden assolir els 15,5 cm de longitud total.

## Distribució geogràfica
Es troba a Laos, nord del Vietnam i sud de la Xina.